# Liceo Militar Monseñor Jáuregui
El Liceo Militar Monseñor Jáuregui (oficialmente conocido como Unidad Educativa Nacional Militar Liceo Militar Monseñor Jáuregui o mediante el acrónimo "Limijau") es una institución educativa militar de educación media general fundada en 1952, por la Junta de gobierno presidida por el doctor Germán Suárez Flamerich (1950-1952). Está ubicado en la ciudad de La Grita, Táchira, y es el decano histórico de los liceos militares de Venezuela.
De acuerdo a las orientaciones del Ministerio del Poder Popular para la Educación, la institución ofrece el título de bachiller. Simultáneamente permite a los alumnos cumplir con el Servicio militar, egresando como reservista del Ejército Bolivariano, componente de la Fuerza Armada Nacional Bolivariana.
Su lema es: "Dios y patria, ciencia y deporte".

## Historia

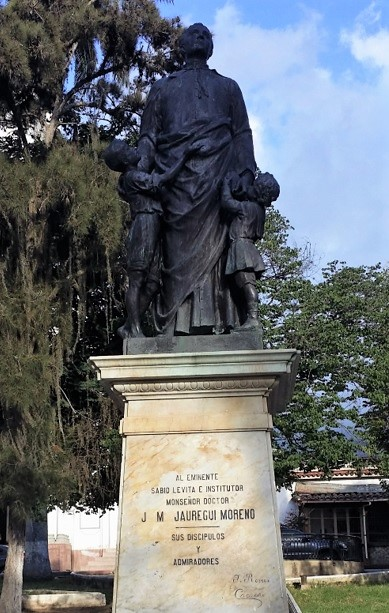
Estatua a Monseñor Jesús Manuel Jáuregui Moreno en la Plaza Jáuregui de La Grita.

Existió durante muchos años un clamor popular en la sociedad civil de La Grita por la urgente necesidad de crear un instituto de Educación Media que garantizara la continuación de los estudios a la mayoría de los jóvenes de ambos sexos que no podían hacerlo en las capitales de estados por sus limitadas posibilidades económicas. En 1937, ante las negativas oficiales de satisfacer esa necesidad, personalidades de la comunidad se reunieron en la casa parroquial de la iglesia de Nuestra Señora de los Ángeles, frente a la plaza Jáuregui, para fundar un plantel privado donde los profesores no devengarían sueldo por sus cátedras. Dicho plantel fue llamado  "Instituto Jáuregui" en memoria de, Monseñor Dr. Jesús Manuel Jáuregui Moreno, fallecido en 1905.
Para el año 1945-1946 comenzaron los trámites para que el instituto pasara a categoría nacional. En 1946, El Ministerio de Educación absorbió al Instituto Jauregui creándose el Liceo Federal. En 1947, el historiador y poeta Dr. Mario Briceño Perozo asume la dirección del Liceo. Después de la Revolución de Octubre, el Dr. Leonardo Ruiz Pineda, desde la Gobernación del Estado y el Dr. Luis Beltrán Prieto Figueroa desde el Ministerio de Educación ordenaron el levantamiento de un plano general para un gran edificio que sirviera para concentrar los estudiantes pobres de los pueblos pequeños de los Andes. En septiembre de 1951 el antiguo Liceo Jáuregui fue mudado para el edificio donde actualmente funciona el Liceo Militar.
Según Resolución n.º 173 del 14 de marzo de 1952 fue ordenada la transición desde el  Ministerio de Educación al Ministerio de la Defensa y fue nombrada una comisión de oficiales para la reorganización del Liceo Jauregui a fin de que comenzara a funcionar como Liceo Militar. La creación de la institución fue decretada según Orden General No. 12 del 26 de septiembre de 1952 del Ministerio de la Defensa por la Junta de Gobierno presidida por el Dr. Germán Suárez Flamerich. Su primer director fue el Mayor Alfonso Márquez Morales y su subdirector el Capitán Juan de Dios Moncada Vidal.
Otros oficiales directores del instituto fueron: Humberto Vivas González (luego director fundador del Liceo Militar Gran Mariscal de Ayacucho), Ismael Briceño, José Lorenzo Risso Aponte, Miguel Méndez Salas, Carlos Elías Arenas Vegas, Francisco Sánchez Olivares, Tulio Salgado Ayala, Pablo Antonio Flores, Tito López, Godofredo Moreno, Tulio Armando Pulido, Arnaldo Arnal Núñez, Jaime Gutiérrez, Juan Ramón Zerpa Tovar, Orángel Zambrano, Jorge Oliveros, Ernesto Aníbal Caldera Bejarano, Luis Melquíades Ruiz, Alfonso Ochoa, Roberto Régulo Zamudio Ferreti, Cesar Augusto Angarita Contreras, Efrén Hernández Lezama, Héctor Julio Granados Ruiz, Omar Arismendi Rodríguez, José David Monsalve Comenárez, Jacinto Arturo Colmenares Morales, Tito José Duarte Delgado, Antonio José Delgado Bolívar, Arévalo Enrique Méndez Romero, Antonio Ramón García Correa, Rafael Teodoro Flores Rojas, Rodolfo Mendoza Urbina, Oswaldo José Rada Prieto, Juan Francisco Colmenares, entre otros.
En enero de 1992 el Liceo Militar Monseñor Jáuregui, junto con el Liceo Militar Gran Mariscal de Ayacucho, pasan a estar adscritos al Comando de las Escuelas del Ejército.

## Himno
La letra del himno del Liceo Militar Monseñor Jáuregui fue escrita por el Dr. Alfredo Lámus Rodríguez y su música fue compuesta por el ST1 Raimundo Pereira.

## Exalumnos notables
- César Pérez Vivas, abogado y gobernador del Estado Táchira (2008-2012).
- Pedro Rafael Tellechea Ruiz, militar, político e ingeniero mecánico.
- Miguel Ángel Rodríguez Vega, periodista y político.
- Tareck El Aissami, vicepresidente de la república (2017-2018) y gobernador del Estado Aragua (2012-2017).
- José Vielma Mora, gobernador del Estado Táchira (2012-2017).